# Nederlandse Rode Lijst (mossen)
De Nederlandse Rode Lijst voor mossen bevat de in Nederland voorkomende maar in mindere of meerdere mate bedreigde soorten van de mossen (Bryophyta), levermossen (Marchantiophyta) en hauwmossen (Anthocerotophyta).
De rode lijsten worden regelmatig bijgewerkt, bijvoorbeeld eens in de tien jaar. Minister Cees Veerman van Landbouw, Natuur en Voedselkwaliteit heeft op 5 november 2004 de toenmalige Rode Lijsten voor bedreigde dier- en plantensoorten vastgesteld. Van de 12.000 soorten wereldwijd staan er 246 op de Nederlandse Rode Lijst Mossen (2004).
Plaatsing op de Rode Lijst betekent niet automatisch dat de soort beschermd is. Daarvoor is opname van de soort in de Wet natuurbescherming nodig. De Rode Lijsten hebben daarvoor een belangrijke signaalfunctie.
Op de Rode Lijsten staan, naast de bedreigde soorten, beschermingsmaatregelen om deze soorten weer in aantal te laten toenemen. Doordat overheden en terreinbeherende organisaties bij hun beleid en beheer rekening houden met de Rode Lijsten wordt gehoopt dat van de nu bedreigde organismen er over tien jaar een aantal niet meer bedreigd zullen zijn en dus van de Rode Lijst afgevoerd kunnen worden.
Op 15 oktober 2015 werd de nieuwe Rode Lijst Mossen uit het Basisrapport 2012 vastgesteld door Staatssecretaris Sharon Dijksma van Economische zaken. De bescherming is van kracht per 1 januari 2016.

## Categorieën
Er worden op de Nederlandse Rode lijsten acht categorieën onderscheiden (waarvan de eerste twee niet gebruikt worden op deze lijst):
- uitgestorven op wereldschaal
- in het wild uitgestorven op wereldschaal
- verdwenen uit Nederland
- in het wild verdwenen uit Nederland
- ernstig bedreigd
- bedreigd
- kwetsbaar
- gevoelig

## Rode Lijst mossen 2015
| Nederlandse naam          | Wetenschappelijke naam         | Status 2015      |
| ------------------------- | ------------------------------ | ---------------- |
| Baltisch veenmos          | Sphagnum balticum              | verdwenen        |
| Getand trapmos            | Lophozia incisa                | verdwenen        |
| Gewoon tuitmos            | Lejeunea cavifolia             | verdwenen        |
| Gezoomd aloëmos           | Aloina rigida                  | verdwenen        |
| Grootbladig puntmos       | Calliergon megalophyllum       | verdwenen        |
| Grootcellig trapmos       | Lophozia grandiretis           | verdwenen        |
| Heidelentemos             | Entosthodon obtusus            | verdwenen        |
| Holbladig knikmos         | Bryum calophyllum              | verdwenen        |
| Kaboutermos               | Buxbaumia aphylla              | verdwenen        |
| Kraalmos                  | Moerckia hibernica             | verdwenen        |
| Lang peermos              | Pohlia elongata                | verdwenen        |
| Rozetknikmos              | Bryum uliginosum               | verdwenen        |
| Smal landvorkje           | Riccia warnstorfii             | verdwenen        |
| Spits tandmos             | Barbilophozia floerkei         | verdwenen        |
| Stijf appelmos            | Bartramia ithyphylla           | verdwenen        |
| Stronkmos                 | Callicladium haldanianum       | verdwenen        |
| Stug thujamos             | Thuidium recognitum            | verdwenen        |
| Varenvedermos             | Fissidens osmundoides          | verdwenen        |
| Veengaffeltandmos         | Dicranum bergeri               | verdwenen        |
| Veenkortsteeltje          | Pleuridium palustre            | verdwenen        |
| Viltnerfmos               | Tomentypnum nitens             | verdwenen        |
| Vlechtmos                 | Conardia compacta              | verdwenen        |
| Bosspinragmos             | Kurzia sylvatica               | ernstig bedreigd |
| Dwergmos                  | Diphyscium foliosum            | ernstig bedreigd |
| Gedrongen schoffelmos     | Scapania compacta              | ernstig bedreigd |
| Gekapt haartandmos        | Trichostomum crispulum         | ernstig bedreigd |
| Generfd hunebedmos        | Andreaea rothii                | ernstig bedreigd |
| Gestekeld tandmos         | Barbilophozia hatcheri         | ernstig bedreigd |
| Gevind moerasvorkje       | Riccardia multifida            | ernstig bedreigd |
| Gewoon appelmos           | Bartramia pomiformis           | ernstig bedreigd |
| Gewoon gootmos            | Tritomaria exsectiformis       | ernstig bedreigd |
| Gewoon vetkelkje          | Marsupella emarginata          | ernstig bedreigd |
| Glansmos                  | Hookeria lucens                | ernstig bedreigd |
| Goudklauwtjesmos          | Hypnum imponens                | ernstig bedreigd |
| Hoogveenlevermos          | Mylia anomala                  | ernstig bedreigd |
| Kielmos                   | Anastrophyllum minutum         | ernstig bedreigd |
| Kleilentemos              | Entosthodon fascicularis       | ernstig bedreigd |
| Klein kantmos             | Lophocolea minor               | ernstig bedreigd |
| Klein schoffelmos         | Scapania curta                 | ernstig bedreigd |
| Klein tuitmos             | Microlejeunea ulicina          | ernstig bedreigd |
| Klein varentjesmos        | Plagiochila porelloides        | ernstig bedreigd |
| Kortharig kronkelsteeltje | Campylopus brevipilus          | ernstig bedreigd |
| Lepelbladveenmos          | Sphagnum platyphyllum          | ernstig bedreigd |
| Purper schorpioenmos      | Scorpidium revolvens           | ernstig bedreigd |
| Stergranietmos            | Hedwigia stellata              | ernstig bedreigd |
| Tenger goudmos            | Campyliadelphus elodes         | ernstig bedreigd |
| Tenger vetkelkje          | Marsupella funckii             | ernstig bedreigd |
| Vijfrijig veenmos         | Sphagnum pulchrum              | ernstig bedreigd |
| Zanddubbeltjesmos         | Odontoschisma denudatum        | ernstig bedreigd |
| Aarmaanmos                | Cephalozia macrostachya        | bedreigd         |
| Beekschoffelmos           | Scapania undulata              | bedreigd         |
| Boomfranjemos             | Ptilidium pulcherrimum         | bedreigd         |
| Bosschoffelmos            | Scapania nemorea               | bedreigd         |
| Buizerdmos                | Rhytidium rugosum              | bedreigd         |
| Cederhoutmos              | Lophozia bicrenata             | bedreigd         |
| Dicht stompmos            | Cladopodiella francisci        | bedreigd         |
| Dof veenmos               | Sphagnum majus                 | bedreigd         |
| Echt vleugelmos           | Nardia scalaris                | bedreigd         |
| Flesjesroestmos           | Frullania tamarisci            | bedreigd         |
| Gebogen wintermos         | Microbryum curvicolle          | bedreigd         |
| Geel schorpioenmos        | Hamatocaulis vernicosus        | bedreigd         |
| Gekroesd gaffeltandmos    | Dicranum spurium               | bedreigd         |
| Gekruld sikkelmos         | Drepanocladus sendtneri        | bedreigd         |
| Glanzend tandmos          | Barbilophozia barbata          | bedreigd         |
| Grijze bisschopsmuts      | Racomitrium canescens          | bedreigd         |
| Groen schorpioenmos       | Scorpidium cossonii            | bedreigd         |
| Groot varentjesmos        | Plagiochila asplenioides       | bedreigd         |
| IJl stompmos              | Cladopodiella fluitans         | bedreigd         |
| Kaal tandmos              | Barbilophozia kunzeana         | bedreigd         |
| Kale bisschopsmuts        | Racomitrium fasciculare        | bedreigd         |
| Kalkdikkopmos             | Brachythecium glareosum        | bedreigd         |
| Kalkkleimos               | Tortula lanceola               | bedreigd         |
| Kalksmaltandmos           | Ditrichum flexicaule           | bedreigd         |
| Kalksnavelmos             | Oxyrrhynchium schleicheri      | bedreigd         |
| Klein oortjesmos          | Jungermannia caespiticia       | bedreigd         |
| Klein vleugelmos          | Nardia geoscyphus              | bedreigd         |
| Kwelviltsterrenmos        | Rhizomnium pseudopunctatum     | bedreigd         |
| Langkapselsterretje       | Tortula subulata               | bedreigd         |
| Lössplatmos               | Plagiothecium cavifolium       | bedreigd         |
| Moerasgaffeltandmos       | Dicranum bonjeanii             | bedreigd         |
| Moerasveenmos             | Sphagnum subsecundum           | bedreigd         |
| Ongenerfd hunebedmos      | Andreaea rupestris             | bedreigd         |
| Ongezoomd sterrenmos      | Mnium stellare                 | bedreigd         |
| Reuzenpuntmos             | Calliergon giganteum           | bedreigd         |
| Rood draadmos             | Cephaloziella rubella          | bedreigd         |
| Rood schorpioenmos        | Scorpidium scorpioides         | bedreigd         |
| Rood sterrenmos           | Mnium marginatum               | bedreigd         |
| Rood veenmos              | Sphagnum rubellum              | bedreigd         |
| Rozetmos                  | Rhodobryum roseum              | bedreigd         |
| Sparrenmos                | Thuidium abietinum             | bedreigd         |
| Steil tandmos             | Barbilophozia attenuata        | bedreigd         |
| Sterrengoudmos            | Campylium stellatum            | bedreigd         |
| Stomp zaagmos             | Diplophyllum obtusifolium      | bedreigd         |
| Trilveenveenmos           | Sphagnum contortum             | bedreigd         |
| Veenbuidelmos             | Calypogeia sphagnicola         | bedreigd         |
| Wolfsklauwmos             | Pseudocalliergon lycopodioides | bedreigd         |
| Wollige bisschopsmuts     | Racomitrium lanuginosum        | bedreigd         |
| Zandschoffelmos           | Scapania irrigua               | bedreigd         |
| Zeeachterlichtmos         | Schistidium maritimum          | bedreigd         |
| Zwartsteelsterrenmos      | Pseudobryum cinclidioides      | bedreigd         |
| Zweepthujamos             | Thuidium assimile              | bedreigd         |
| Beekdikkopmos             | Brachythecium rivulare         | kwetsbaar        |
| Broedkelkje               | Gymnocolea inflata             | kwetsbaar        |
| Duinkronkelbladmos        | Tortella flavovirens           | kwetsbaar        |
| Eekhoorntjesmos           | Leucodon sciuroides            | kwetsbaar        |
| Elzenmos                  | Pallavicinia lyellii           | kwetsbaar        |
| Flesjesmos                | Blasia pusilla                 | kwetsbaar        |
| Geel boogsterrenmos       | Plagiomnium elatum             | kwetsbaar        |
| Gerimpeld gaffeltandmos   | Dicranum polysetum             | kwetsbaar        |
| Geveerd diknerfmos        | Palustriella commutata         | kwetsbaar        |
| Geveerd sikkelmos         | Warnstorfia exannulata         | kwetsbaar        |
| Gewoon trapmos            | Lophozia ventricosa            | kwetsbaar        |
| Glanzend maanmos          | Cephalozia connivens           | kwetsbaar        |
| Glanzend veenmos          | Sphagnum subnitens             | kwetsbaar        |
| Goudsikkelmos             | Drepanocladus polygamus        | kwetsbaar        |
| Groot klokhoedje          | Encalypta streptocarpa         | kwetsbaar        |
| Groot touwtjesmos         | Anomodon viticulosus           | kwetsbaar        |
| Groot vedermos            | Fissidens adianthoides         | kwetsbaar        |
| Heidefranjemos            | Ptilidium ciliare              | kwetsbaar        |
| Hoogveenveenmos           | Sphagnum magellanicum          | kwetsbaar        |
| Hunebedbisschopsmuts      | Racomitrium heterostichum      | kwetsbaar        |
| Hunebedmuisjesmos         | Grimmia trichophylla           | kwetsbaar        |
| Kalkgoudmos               | Campyliadelphus chrysophyllus  | kwetsbaar        |
| Kammos                    | Ctenidium molluscum            | kwetsbaar        |
| Kegelmos                  | Conocephalum conicum           | kwetsbaar        |
| Klein kringmos            | Neckera pumila                 | kwetsbaar        |
| Klein touwtjesmos         | Anomodon attenuatus            | kwetsbaar        |
| Kroppluisjesmos           | Dicranella cerviculata         | kwetsbaar        |
| Kussentjesveenmos         | Sphagnum compactum             | kwetsbaar        |
| Nerflevermos              | Diplophyllum albicans          | kwetsbaar        |
| Slank veenmos             | Sphagnum flexuosum             | kwetsbaar        |
| Sliertmos                 | Straminergon stramineum        | kwetsbaar        |
| Smaragdmos                | Homalothecium lutescens        | kwetsbaar        |
| Sparrig veenmos           | Sphagnum teres                 | kwetsbaar        |
| Stijf veenmos             | Sphagnum capillifolium         | kwetsbaar        |
| Veendubbeltjesmos         | Odontoschisma sphagni          | kwetsbaar        |
| Vierkantsmos              | Preissia quadrata              | kwetsbaar        |
| Viltig kronkelbladmos     | Tortella inclinata             | kwetsbaar        |
| Week veenmos              | Sphagnum molle                 | kwetsbaar        |
| Wolmos                    | Trichocolea tomentella         | kwetsbaar        |
| Wrattig veenmos           | Sphagnum papillosum            | kwetsbaar        |
| Zacht veenmos             | Sphagnum tenellum              | kwetsbaar        |
| Ziltmos                   | Hennediella heimii             | kwetsbaar        |
| Zwart hauwmos             | Anthoceros punctatus           | kwetsbaar        |
| Bergboogsterrenmos        | Plagiomnium medium             | gevoelig         |
| Blauw buidelmos           | Calypogeia azurea              | gevoelig         |
| Bol gladkelkje            | Leiocolea badensis             | gevoelig         |
| Bol knopmos               | Acaulon muticum                | gevoelig         |
| Bolrond muisjesmos        | Grimmia orbicularis            | gevoelig         |
| Bossig kronkelsteeltje    | Campylopus fragilis            | gevoelig         |
| Bosveenmos                | Sphagnum quinquefarium         | gevoelig         |
| Braakbalmos               | Tetraplodon mnioides           | gevoelig         |
| Breed moerasvorkje        | Riccardia latifrons            | gevoelig         |
| Bruin veenmos             | Sphagnum fuscum                | gevoelig         |
| Cilindermos               | Entodon concinnus              | gevoelig         |
| Dikbladig muisjesmos      | Grimmia laevigata              | gevoelig         |
| Duizendpootmos            | Habrodon perpusillus           | gevoelig         |
| Dwerggoudmos              | Campylophyllum calcareum       | gevoelig         |
| Dwergparelmos             | Weissia rostellata             | gevoelig         |
| Dwergsnavelmos            | Rhynchostegiella curviseta     | gevoelig         |
| Echt maanmos              | Cephalozia lunulifolia         | gevoelig         |
| Eirond knikkertjesmos     | Physcomitrium eurystomum       | gevoelig         |
| Fraai thujamos            | Thuidium delicatulum           | gevoelig         |
| Franjegoudkorrelmos       | Fossombronia fimbriata         | gevoelig         |
| Gebogen penseelmos        | Seligeria recurvata            | gevoelig         |
| Geel smaltandmos          | Ditrichum pallidum             | gevoelig         |
| Gegroefd hondstandmos     | Cynodontium polycarpon         | gevoelig         |
| Geplooid palmpjesmos      | Plasteurhynchium striatulum    | gevoelig         |
| Gerafeld veenmos          | Sphagnum girgensohnii          | gevoelig         |
| Gerand blaasjesmos        | Sphaerocarpos texanus          | gevoelig         |
| Gesloten haarmuts         | Orthotrichum acuminatum        | gevoelig         |
| Gestekeld blaasjesmos     | Sphaerocarpos michelii         | gevoelig         |
| Gestekeld hauwmos         | Anthoceros caucasicus          | gevoelig         |
| Getand iepenmos           | Zygodon dentatus               | gevoelig         |
| Getande haarmuts          | Orthotrichum scanicum          | gevoelig         |
| Gewoon beeksterretje      | Dichodontium pellucidum        | gevoelig         |
| Gezoomd muisjesmos        | Grimmia ovalis                 | gevoelig         |
| Glanzend broedpeermos     | Pohlia andalusica              | gevoelig         |
| Greppeldraadmos           | Cephaloziella stellulifera     | gevoelig         |
| Grof snavelmos            | Eurhynchium angustirete        | gevoelig         |
| Groot kringmos            | Neckera crispa                 | gevoelig         |
| Groot staartjesmos        | Philonotis calcarea            | gevoelig         |
| Groot zweepmos            | Bazzania trilobata             | gevoelig         |
| Hakig kronkelbladmos      | Pleurochaete squarrosa         | gevoelig         |
| Kalkdraadmos              | Cephaloziella baumgartneri     | gevoelig         |
| Kalkeendagsmos            | Ephemerum recurvifolium        | gevoelig         |
| Kalkgreppelmos            | Dicranella howei               | gevoelig         |
| Kalktrapmos               | Lophozia perssonii             | gevoelig         |
| Kamveenmos                | Sphagnum affine                | gevoelig         |
| Klein beekvedermos        | Fissidens pusillus             | gevoelig         |
| Klein gezoomd vedermos    | Fissidens viridulus            | gevoelig         |
| Klein gladkelkje          | Leiocolea bantriensis          | gevoelig         |
| Klein goudkorrelmos       | Fossombronia pusilla           | gevoelig         |
| Klein klauwtjesmos        | Hypnum pallescens              | gevoelig         |
| Klein klokhoedje          | Encalypta vulgaris             | gevoelig         |
| Klein kronkelbladmos      | Tortella inflexa               | gevoelig         |
| Klein riviervedermos      | Fissidens arnoldii             | gevoelig         |
| Knopaloëmos               | Aloina brevirostris            | gevoelig         |
| Knopwintermos             | Microbryum floerkeanum         | gevoelig         |
| Komkommermos              | Taxiphyllum wissgrillii        | gevoelig         |
| Kortstelig plaatjesmos    | Pterygoneurum ovatum           | gevoelig         |
| Kraggestaartjesmos        | Philonotis marchica            | gevoelig         |
| Krom visgraatjesmos       | Distichium inclinatum          | gevoelig         |
| Kruikmos                  | Splachnum ampullaceum          | gevoelig         |
| Langhalsmos               | Trematodon ambiguus            | gevoelig         |
| Leemklauwtjesmos          | Calliergonella lindbergii      | gevoelig         |
| Mergelpenseelmos          | Seligeria calcarea             | gevoelig         |
| Mijtermos                 | Haplomitrium hookeri           | gevoelig         |
| Oeverbisschopsmuts        | Racomitrium aciculare          | gevoelig         |
| Oevereendagsmos           | Ephemerum rutheanum            | gevoelig         |
| Ongezoomd ertsmos         | Scopelophila cataractae        | gevoelig         |
| Plooimuts                 | Ptychomitrium polyphyllum      | gevoelig         |
| Priembladmos              | Dicranodontium denudatum       | gevoelig         |
| Recht eendagsmos          | Ephemerum cohaerens            | gevoelig         |
| Recht granietmos          | Hedwigia ciliata               | gevoelig         |
| Recht visgraatjesmos      | Distichium capillaceum         | gevoelig         |
| Rietdakmos                | Leptodontium flexifolium       | gevoelig         |
| Rondbladig snavelmos      | Rhynchostegium rotundifolium   | gevoelig         |
| Rood oortjesmos           | Jungermannia hyalina           | gevoelig         |
| Rood rimpelmos            | Atrichum angustatum            | gevoelig         |
| Ruig boomvorkje           | Metzgeria temperata            | gevoelig         |
| Schermlevermos            | Reboulia hemisphaerica         | gevoelig         |
| Schorsdekmos              | Sematophyllum substrumulosum   | gevoelig         |
| Schubmos                  | Myrinia pulvinata              | gevoelig         |
| Slakkenhuismos            | Leptodon smithii               | gevoelig         |
| Slank staartjesmos        | Philonotis arnellii            | gevoelig         |
| Smalbladig veenmos        | Sphagnum angustifolium         | gevoelig         |
| Spatsnavelmos             | Rhynchostegiella teneriffae    | gevoelig         |
| Speldenknopmos            | Micromitrium tenerum           | gevoelig         |
| Spits dubbeltandmos       | Didymodon acutus               | gevoelig         |
| Stekeltjesmos             | Pterigynandrum filiforme       | gevoelig         |
| Sterretjeshaarmuts        | Orthotrichum rupestre          | gevoelig         |
| Stijf kroesmos            | Ulota coarctata                | gevoelig         |
| Strodakmos                | Leptodontium gemmascens        | gevoelig         |
| Tandloos muisjesmos       | Grimmia anodon                 | gevoelig         |
| Tandloos penseelmos       | Seligeria donniana             | gevoelig         |
| Tonghaarmuts              | Orthotrichum rogeri            | gevoelig         |
| Tufmos                    | Eucladium verticillatum        | gevoelig         |
| Uitgebeten veenmos        | Sphagnum riparium              | gevoelig         |
| Urnknikmos                | Bryum turbinatum               | gevoelig         |
| Vertakt vliesjesmos       | Weissia squarrosa              | gevoelig         |
| Vlierhaarmuts             | Orthotrichum consimile         | gevoelig         |
| Vloedschedemos            | Timmia megapolitana            | gevoelig         |
| Wormmos                   | Pseudocalliergon trifarium     | gevoelig         |
| Zilt knikmos              | Bryum marratii                 | gevoelig         |
| Zonneknikmos              | Bryum torquescens              | gevoelig         |